# I. e. 643
Évszázadok: i. e. 8. század – i. e. 7. század – i. e. 6. század
Évtizedek: i. e. 690-es évek – i. e. 680-as évek – i. e. 670-es évek – i. e. 660-as évek – i. e. 650-es évek – i. e. 640-es évek – i. e. 630-as évek – i. e. 620-as évek – i. e. 610-es évek – i. e. 600-as évek – i. e. 590-es évek
Évek: i. e. 648 – i. e. 647 – i. e. 646 – i. e. 645 –  i. e. 644 – i. e. 643 – i. e. 642 – i. e. 641 – i. e. 640 – i. e. 639 – i. e. 638

## Események
- Manassé júdai király halálával fia, Ámon követi őt hivatalában.

## Halálozások
- Manassé júdai király (* c. i. e. 709)